# Liste des abbés de Saint-Remi de Reims
Cet article contient la liste des abbés de l'abbaye Saint-Remi de Reims.
Le fondateur Tilpin se réserve le nom d'abbé. Ensuite les archevêques de Reims sont les abbés de Saint-Remi. Hugues de Vermandois est le dernier archevêque à porter la dignité d'abbé. L'abbé Airard (1007-1035) est l'un des premiers abbés élus par les moines.

## Liste des abbés

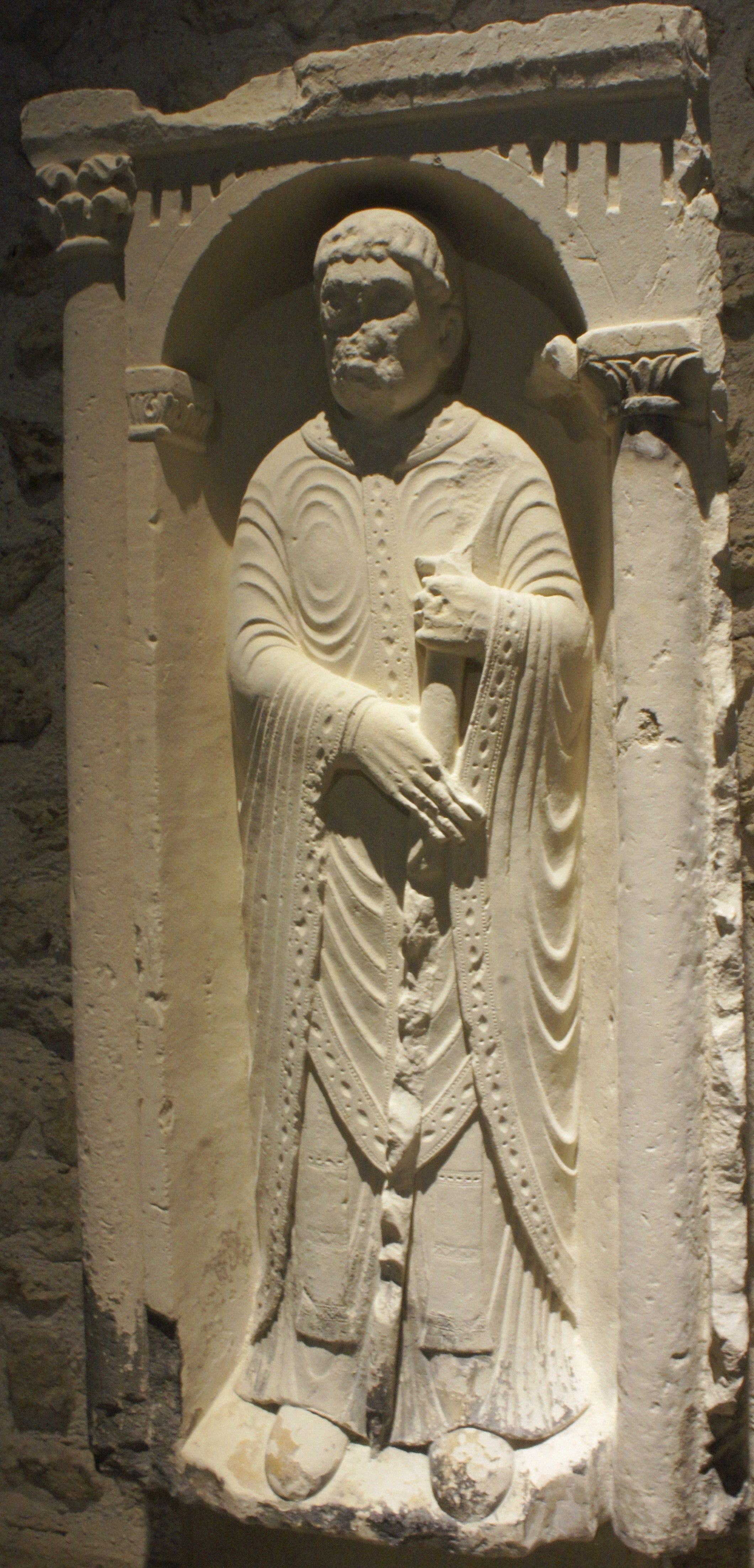
Un abbé du XIIe siècle.

### Les abbés réguliers
- 760-795 : Tilpin, archevêque de Reims
- 795-812 : Vacance
- 812-816 : Vulfaire, archevêque de Reims
- 816-835 : Ebbon, archevêque de Reims
- 835-840 : Vacance
- 840-841 ou 842 : Ebbon (à la suite de la mort de Louis le Pieux, il est réintégré par Lothaire Ier le 6 décembre 840. En 841 ou 842, il en fut chassé par Charles le Chauve qui avait pris le pouvoir[2])
- 842-845 : Vacance
- 845-882 : Hincmar de Reims, archevêque de Reims
- 882-900 : Foulques le Vénérable, archevêque de Reims
- 900-922 : Herivé ou Hervé, archevêque de Reims
- 922-925 : Séulf ou Seuphes, archevêque de Reims
- 925-931 : Hugues de Vermandois, archevêque de Reims (1)
- 931-940 : Artaud ou Artauld, archevêque de Reims
- 940-945 : Hugues de Vermandois de nouveau, archevêque de Reims (2)
- 945-967 : Hincmar II
- 967-970 : Hugues II
- 970-983 : Raoul
- 983-989 : Leuthard
- 989-1009 : Arbode
- 1009-1036 : Airard
- 1036-1048 : Thierry
- 1048-1076 : Hérimar
- 1071-1076 : Vacance
- 1076-1094 : Henri Ier, auparavant abbé d'Homblières vers 1059[3], fonda l'abbaye de Nogent-sous-Coucy
- 1094-1097 : Robert Ier
- 1097-1100 : Bouchard
- 1100-1118 : Azenaire
- 1118-1151 : Odon Ier
- 1151-1162 : Hugues III
- 1162-1182 : Pierre de Celle
- 1182-1194 : Simon[4]
- 1194-1203 : Pierre II de Ribemont
- 1203-1205 : Ingon
- 1205-1206 : Milon de Bazoches
- 1206-1212 : Guy Ier
- 1212-1237 : Pierre III, dit aussi Pierre Claudi ou Pierre le boiteux[5]
- 1237-1239 : Adéodat
- 1239-1251 : Pierre IV de Sacy
- 1251-1253 : Vacance
- 1253-1254 : Gislebert
- 1254-1269 : Odon II
- 1269-1284 : Barthélémy d’Epinal ou Barthélemi de l'Espinasse[6].
- 1284-1286 : Bertrand[7],[Note 1],[8].

- 1286-1297 : Jean Ier de Clinchamps
- 1297-1317 : Roger
- 1317-1347 : Jean II du Mont
- 1347-1362 : Jean III Lescot
- 1362-1394 : Pierre V de Marcilly
- 1394-1439 : Jean IV Canart
- 1439-1461 : Nicolas Ier Robillart
- 1461-1464 : Emeric Hocquedé
- 1464-1472 : Guillaume Ier de Villers le Moine

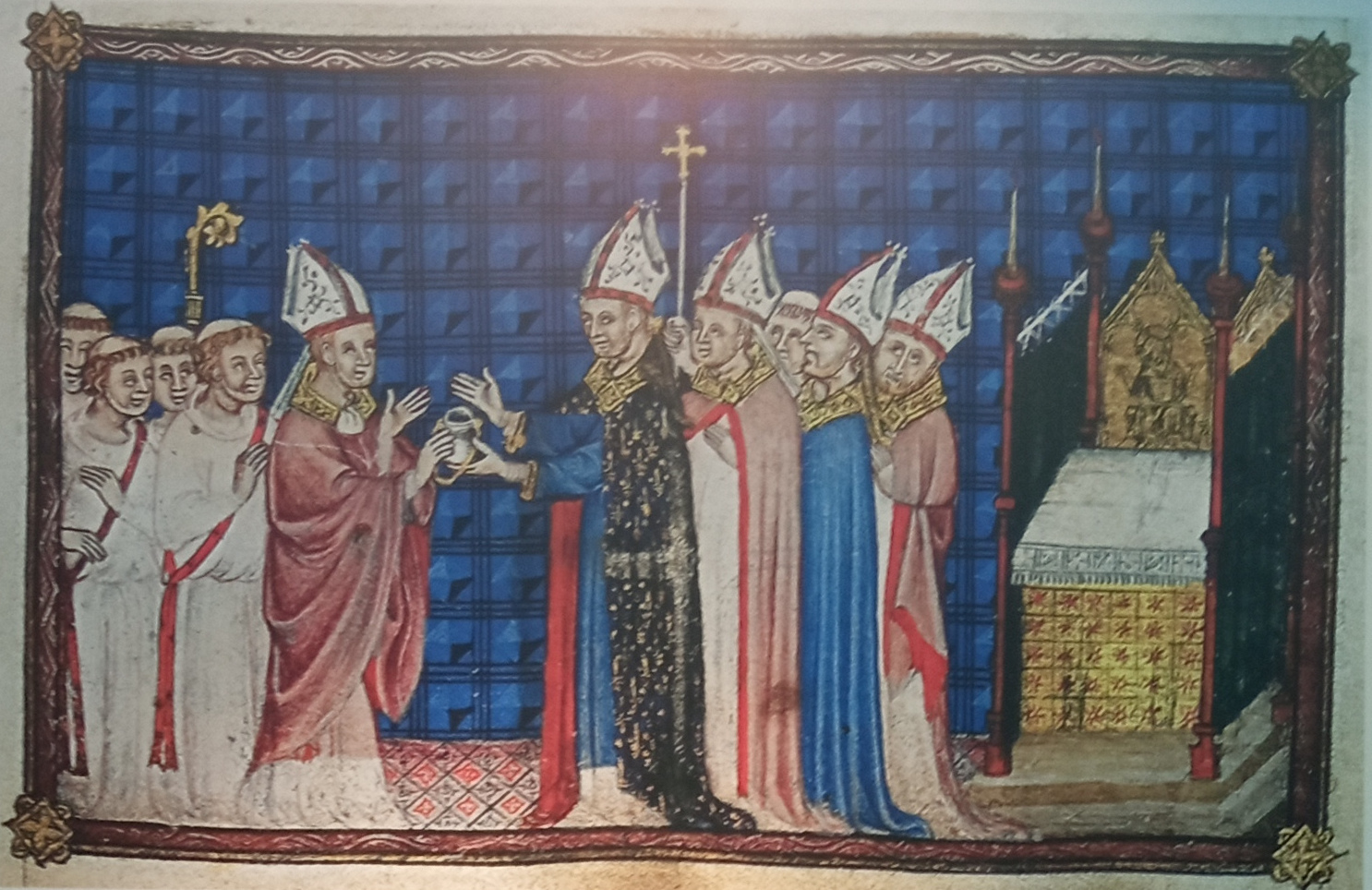
Pierre V de Marcilly remet la sainte ampoule à Jean III de Craon en 1364.

- 1472-1473 : Nicolas II d’Auxenvillers
- 1473-1480 : Guy II Bernard

### Les abbés commendataires
- 1480-1533 : Robert de Lénoncourt, archevêque de Reims
- 1533-1552 : cardinal Robert de Lénoncourt
- 1552-1574 : cardinal Charles de Guise, archevêque de Reims
- 1574-1588 : cardinal Louis II de Guise, archevêque de Reims
- 1588-1592 : Vacance
- 1592-1598 : Louis II Mozac
- 1598-1605 : Philippe du Bec, archevêque de Reims
- 1605-1622 : cardinal Louis III de Guise, archevêque de Reims
- 1622-1641 : Henri II de Guise, archevêque de Reims (en 1629)
- 1641-1657 : Henri II de Savoie-Nemours, archevêque de Reims (en 1651)
- 1657-1659 : Vacance
- 1659-1665 : Charles II de Valois-Orléans-Longueville
- 1665-1667 : l'archevêque Jacques-Nicolas de Colbert-Seignelay
- 1667-1668 : l'archevêque Georges d'Aubusson de La Feuillade
- 1668-1680 : cardinal Guillaume II Egon de Fürstenberg
- 1680-1710 : Charles-Maurice Le Tellier, archevêque de Reims
- 1710-1729 : cardinal Philippe-Antoine Gualterio
- 1729-1745 : cardinal Léon Potier de Gesvres
- 1745-1777 : cardinal Jean François Joseph de Rochechouart-Faudoas
- 1777-1793 : cardinal Alexandre Angélique de Talleyrand-Périgord, archevêque de Reims

## Sources
: document utilisé comme source pour la rédaction de cet article.
- Gallia Christiana
- Abbé Poussin, Monographie de l'abbaye et de l'église de St-Remi de Reims : d'après Flodoard, Reims, Lemoine-Canart, 1857, 279 p. (lire en ligne). .